# André Bach
André Bach (Perpiñán, 5 de diciembre de 1943 - Andernos-les-Bains, 18 de mayo de 2017) fue un historiador francés y general del ejército francés. Oficial del Armée de Terre, fue conocido por sus trabajos históricos por al Service historique de l'Armée de Terre (SHAT) así como por sus trabajos independientes desde que dejó el ejército en 2000. Fue un gran especialista en la Primera Guerra Mundial y probablemente uno de los mejores especialistas franceses de la justicia militar durante los conflictos.

## Biografía
Fue admitido en Saint-Cyr en 1965 en la promoción del teniente coronel Driant, e ingresó en infantería. Fue admitido en la École Supérieure de Guerre en 1978 por la vía universitaria. Fue diplomado por el Instituto de Estudios Políticos de París (promoción  de 1980) y titulado de una diplomatura en historia por la Universidad de París 1 Panthéon-Sorbonne (1981).
Sirvió en el 1º Regimiento de Paracaidistas. Después de servir como casco azul en el Líbano en 1985 y 1986, fue nombrado profesor de táctica a l'École de Guerre. En 1988 fue nombrado jefe del 67º Regimiento de Infantería de Línea en Soissons. Volvió en 1992 al École de Guerre como jefe del curso de estrategia de historia militar. Tomó la dirección del Servicio Histórico del Ejército de Tierra en el Castillo de Vincennes en 1997. Promocionado a general de brigada, pasó a la segunda sección en 2000.
Después se dedicó íntegramente en sus actividades como historiador. Especialista de la Primera Guerra Mundial, ostentaba la vicepresidencia del Colectivo de Investigación Internacional y Debate sobre la Guerra de 1914-1918.

## Trabajos
Ocupando la dirección del Servicio Histórico del Ejército de Tierra en 1997, trabajó desde su llegada sobre los fusilados y amotinados de 1917 que fue polémico. Su grado de general y director del Servicio Histórico le facilitó el trabajo porque tenía acceso a las piezas de justicia militar. Sin su rango y sin permiso ministerial, esos documentos habrían tenido que esperar hasta 2018 para haber sido completamente desclasificados para proteger la privacidad de las personas citadas.
Junto a su equipo, desarrollaron una base de datos informática que les permitió estudiar los 140.000 expedientes de los consejos de guerra. A través de su trabajo que duró 3 años, descubrió que los "fusilados por ejemplaridad" no lo fueron todos en 1917, sino durante los dos primeros años de conflicto. A continuación, aparece el número de ejecuciones decididas por la Justicia Militar en 2.300 condenas a muerte y 550 ejecuciones con un margen de error del 10% y marca la extensión de la represión militar francesa durante la Primera Guerra Mundial. Según él, el 60% de las ejecuciones se produjeron entre 1914 y 1915.
Después de la publicación de los datos de fusilamiento y del fichero de los "No muertos por Francia" en la web Mémoire des hommes desde el 19 de abril de 2014 participó en Prisme1418, como redactor principal, sobre una serie de artículos sobre el funcionamiento de la justicia militar y el estudio en profundidad de diversos casos.

## Obres
- (en colaboración con Jean Nicot y Guy Pedroncini) Les poilus ont la parole, Paris, Éd. Complexe, 2003.
- Fusillés pour l'exemple - 1914-1915, París, Éd. Tallandier, 2003, 617 p. ISBN 2-84734-040-8.
- L'Armée de Dreyfus - Une histoire politique de l'armée française de Charles X à "l'Affaire", Tallandier, 2004, 500 p. (obra doblemente premiada en 2005 con el "prix du Maréchal Foch" otorgado por la Académie française y el "prix Edmond Fréville" de la Académie des Sciences Morales et Politiques).
- Justice militaire 1915-1916, Paris, Éd. Vendémiaire, 2013, 594 páginas, ISBN 978-2-36358-048-1.

## Filmografía
- Patrick Cabouat, Fusillés pour l'exemple, documental (2003) comentado per André Bach.
- Jackie Poggioli, Fucilati in prima ligna / Fusillés en première ligne, documental de (2011) sobre los cursos fusilados como ejemplaridad durante la Primera Guerra Mundial, comentado por André Bach (You Tube).